# Yucca necopina
Yucca necopina Shinners es una especie de planta fanerógama perteneciente a la familia Asparagaceae. 

## Distribución y hábitat
Es una rara especie originaria de una pequeña región en el centro-norte de Texas, en Somervell, Hood, Parker, al oeste de los condados de Dallas y Fort Worth.

## Descripción
La planta crece en pequeñas colonias de rosetas. Las inflorescencias son de hasta 120 cm de altura, con flores blanco-verdosas pendulantes. La especie es similar a la Y. pallida y Y. arkansana.

## Taxonomía
Yucca necopina fue descrita por Lloyd Herbert Shinners y publicado en Spring Flora of the Dallas-Fort Worth Area Texas 91, 408–409. 1958.
Etimología
Yucca: nombre genérico que fue nombrado por Carlos Linneo y que deriva por error de la palabra taína: yuca (escrita con una sola "c").
necopina: epíteto